# باسط (اسم)
بَاسِط هو اسم علم مذكر من أصل عربي، وجاء الاسم على صيغة الفاعل، ومعناه هو من يمد الشيء منشورًا، والمجاوز القصد في الإنفاق، والمنطلق اللسان.